# 花園道三號
花園道三號（英語：Three Garden Road, Central）是冠君產業信託旗下位處香港中環的甲級寫字樓綜合大廈，由47層高的冠君大廈（前稱花旗銀行大廈）、37層高的中國工商銀行大廈以及一個零售平台所組成。大廈原由鷹君集團發展，新福港承建，在1992年建成，是香港於80年代修改《建築物（規劃）規例》後，第一批採用高架地台的智慧型商廈，並引進環保設計，建築師為嚴迅奇，並於1995年獲香港建築師學會頒授銀獎，以表揚其卓越的建築設計。
物業可出租寫字樓面積超過122萬平方呎，零售面積約42,500平方呎，停車場車位達558個。
2007年及2013年，獲冠君產業信託收購。

## 樓層分布：冠君大廈
- 3樓：香港綜合影像及內視鏡診斷中心 PURE Fitness
- 4樓：香港綜合腫瘤中心
- 5樓：鷹君集團旗下辦公空間品牌Eaton Club
- 6樓：VantagePoint Asia Limited
- 7樓：AGIC Capital（705室）
- 8樓：復星集團（808室）、當代置業（805室-806室）、Addleshaw Goddard（Hong Kong）LLP（802室-804室）
- 11樓：華金（期貨）國際有限公司、天馬資產（1107室-1108室）、高榕資本（1109室）
- 12樓：HarbourVest Partners, L.L.C（1207室）、ARCH Capital（1203室-1205室）
- 15樓至17樓：貝萊德
- 18樓：汤森路透香港辦公室
- 20樓：Melli Bank（2010室-2011室）、Oaktree Capital（2001室）
- 22樓：彭博新聞社香港辦公室
- 25樓：日興柯迪證券（2501室-2505室）、Susquehanna Hong Kong Limited（2506室-2508室）
- 26樓：Värde Partners（2607室）
- 28樓：大華銀行（UOB）[3]
- 32樓：倍哲資本（3208室）、Luye Pharma Group（3207室）
- 34樓：上海銀行（香港）
- 36樓：華君控股
- 39樓：招銀國際金融
- 41樓：景順
- 45樓至46樓：招銀國際金融
- 50樓：花旗銀行

## 樓層分布：中國工商銀行大廈
- 7樓：中華開發資本國際
- 8樓：復星實業（香港）（808室）
- 11樓：Zhonghao Law Firm
- 12樓：RIB Limited（1207室）、匈牙利駐港總領事館（1208-09室）[4]
- 15樓：Vivien Teu & Co LLP（1503室-1504室及1511室）（已遷往衡怡大廈）
- 17樓：貝萊德（Blackrock）
- 18樓：汤森路透香港辦公室
- 20樓：CVC Asia Pacific Limited（2009室-2011室）
- 21樓：Peak Reinsurance Company Limited（2107室-2111室）
- 25樓：Worms Safety（2506室）
- 27樓：安聯投資（AllianzGI）
- 29樓、33樓至34樓：中國工商銀行
- 35樓至36樓：Dunlap Blake Forrester
- 37樓：中國工商銀行
- 40樓：麥肯錫公司

## 租戶
2016年，該物業完成一系列的資產提升工程後，於2016年6月28日正式改名為花園道三號。新名稱反映物業位處中環核心商業區的顯赫地理位置。同日，花旗銀行大廈亦改名為冠君大廈，至於中國工商銀行大廈的名稱則維持不變。
為推廣辦公室健康文化，花園道三號引入Pure Fitness，為首間位於中環區設有游泳池的健身中心；此外還有戶外餐飲設施、綠化空間以及週五黃昏免費古典音樂會系列《Musica del Cuore樂．心》（Music of the Heart）。
最新進駐的租戶Eaton House，是新世代的共用工作空間及私人會所。「花園道三號」是現代精英下班後共渡歡樂時光和聚會必到之處。
2013年3月16日政府產業署公布，即日起推出中環花園道3號花旗銀行大廈3樓部份地方，以及4、5和6樓全層的財政司司長法團物業（前立法會秘書處）招標，總樓面共約66,317方呎，將以交吉形式出售，買家需整批單位承購。
2013年5月16日，大廈業主冠君產業信託以約21.5532億元，較相關估值19.5億元溢價約10.5%，向財政司司長法團收購花旗銀行大廈3樓的部分面積，以及4樓、5樓及6樓全層（公共空間除外），總面積合共約78316平方呎，而可租賃總面積約為54896平方呎，該物業與花旗銀行大廈其他部分一同於1992年落成以供佔用，而收購價相當於每平方呎約27520元。

## 翻新
2015年起，冠君產業信託投資逾一億港元進行翻新工程，包括重新裝修寫字樓大堂、翻新停車場，及增加露天休憩及綠化空間。

## 歷史
- 1989：鷹君集團在1989年7月投得中環花園道地王，香港中區核心商業區之地塊作商業發展用途，集團當時率領發展財團，並擔任項目發展及租賃管理人。
- 1992：廣場落成，全港首幢智能大廈，設計細節及規格大大超越當時本港其他主要商業大廈。設施包括架高地台，智能入閘機等。主要租戶包括多家國際知名金融機構（包括中國工商銀行、路透通訊社）。
- 1994：榮獲香港建築師協會頒發最高榮譽銀獎，肯定其出色建築設計。
- 2001：由萬國寶通廣場改名為花旗銀行廣場。
- 2006：被成功分拆納入冠君產業信託。
- 2016：6月28日正式改名為花園道三號，同年7月在5樓設共享工作空間Eaton Club，佔地約1.44萬方呎。[7]

## 鄰近建築物
- 中銀大廈
- The Murray
- 聖約翰大廈
- 山頂纜車花園道站
- 長江集團中心
- 聖約翰座堂

## 圖集
- 大廈外的水池及樓梯
- 花旗銀行大廈大堂採用中空設計
- 大廈LG層設有多間食肆
- 大廈瀑布

## 外部參考
- 冠君產業信託 花園道三號